# Estos
Estos település Franciaországban, Pyrénées-Atlantiques megyében. Lakosainak száma 488 fő (2022. január 1.). Estos Ledeuix és Oloron-Sainte-Marie községekkel határos.

## Népesség
A település népességének változása:
| Lakosok száma | 521  | 525  | 540  | 526  | 516  | 505  | 495  | 492  | 488  |
|               | 2013 | 2015 | 2016 | 2017 | 2018 | 2019 | 2020 | 2021 | 2022 |